# 曹娥街道
曹娥街道，中国浙江省绍兴市上虞市下辖的一个街道。

## 辖区
该街道辖有：	曹娥社区、江滨社区、银河社区、振兴社区、舜杰社区、里睦桥居委会、三角站居委会、下沙居委会、联丰居委会、娥二居委会、蒿坝社区、德济苑社区、大三角社区、金桂苑社区、娥一居委会、民丰居委会、狮子居委会、白米堰居委会、新沙居委会、梁巷居委会、越爱居委会、徐家塘居委会、新楼下居委会、光明居委会、西湖居委会、贺盘居委会、大厂居委会、孝女庙村、上沙村、漳汀村、金村、董村、蒿东村、丽樟村、蒿坝村、朱山头村、